# Tealby
Tealby is een civil parish in het Engelse graafschap Lincolnshire.